# Remenham
Remenham – wieś w Anglii, w hrabstwie ceremonialnym Berkshire, w dystrykcie (unitary authority) Wokingham. Leży 13 km na północny wschód od centrum miasta Reading i 54 km na zachód od centrum Londynu.